# رؤیای نیمه‌شب تابستان
رؤیای نیمه‌شب تابستان فیلمی به کارگردانی داریوش مؤدبیان، نویسندگی داریوش مؤدبیان و فرید مصطفوی، و تهیه‌کنندگی مصطفی شایسته ساختهٔ سال ۱۳۷۳ است.

## خلاصهٔ فیلم
این فیلم داستان فردی به نام قلی است که در یک خانوادهٔ سنتی و تهرانی در زمان جنگ جهانی اول زندگی می‌کرده‌اند. وی به‌دلیل یک اتفاق به داخل پاتیلِ یخ‌دربهشت می‌افتد و یخ می‌زند و در سال ۱۳۷۳ در باغ خود پیدا می‌شود و به هوش می‌آید.